# Mycènes (Argolide)
Mycènes, en grec moderne : Μυκήνες, est un village et ancien dème du  district régional d’Argolide, en Grèce. Depuis 2010, il est fusionné au sein du dème d'Argos-Mycènes.
Selon le recensement de 2011, la population du dème compte 3 388 habitants tandis que celle du village s'élève à 354 habitants. 
Jadis importante cité antique, Mycènes est aujourd'hui un petit village rural d'environ 350 habitants, situé au pied du site de la Mycènes antique. Il y a une église orthodoxe au centre de la localité, ainsi qu'un hôtel-restaurant. Le site archéologique de l'ancienne Mycènes abrite en musée, ouvert en 2008.